# Реза Хосейни Нассаб
Сейид Реза Хосейни Нассаб (родился 22 ноября 1960) — шиитский великий аятолла и марджа, проживающий в Канаде. Автор книги «Шииты дают ответы».

## Биография
Родился в городе Йезд. Учился в городе Кум. В 1993 году основал общество Маджмаа Ахль бейт Канада (Торонто). 1999—2003 возглавлял Исламский центр в Гамбурге.